# Arnaba
Arnaba (tiếng Ả Rập: ارنبة) là một ngôi làng Syria nằm ở Ihsim Nahiyah ở huyện Ariha, Idlib. Theo Cục Thống kê Trung ương Syria (CBS), Arnaba có dân số 1376 trong cuộc điều tra dân số năm 2004.